# Picot garser mitjà
El picot garser mitjà (Dendrocoptes medius) és una ocell de la família Picidae, que es troba àmpliament distribuït pel Paleàrtic occidental, des de l'Iran a la Serralada Cantàbrica, a Espanya, i des de Letònia al sud-est de Turquia.

## Descripció
El picot garser mitjà fa entre 20 i 22 cm de llargada i té un plomatge similar al del picot garser gros (Dendrocops major). Com en aquesta espècie, les parts superiors són predominantment negres amb pegats ovalats blancs a les ales i barres blanques a les ales, i les parts inferiors són blanques.
Les principals diferències són una corona vermella, la manca d'una franja negra al bigoti, un ventre rosa i ratlles fosques als flancs. Tot i que és només lleugerament més petit que el picot garser gros, sembla més petit a causa del bec curt i prim i del cap més arrodonit i pàl·lid. També es pot confondre amb el picot garser siríac (Dendrocopos syriacus, especialment els juvenils), i es distingeix d'aquest pel bec més petit, la corona vermella que no té els costats negres estrets i la franja del bigoti no arriba al bec.

## Distribució i hàbitat
El picot garser mitjà només es troba a Europa, al Paleàrtic, des del nord d'Espanya i França fins a Polònia i Ucraïna, i al sud fins al centre d'Itàlia (on és local), la península Balcànica, Lituània, Letònia, Turquia, el Caucas i l'Iran. L'espècie és comuna a Estònia, però pràcticament inexistent a Finlàndia.
Aquesta espècie solia criar a Suècia, però es va extingir a la dècada de 1980. Tanmateix, el picot garser mitjà s'han tornat a veure a Suècia a les àrees de cria en els darrers anys, cosa que suggereix una recolonització del país. A causa de ser una espècie sedentària, mai s'ha registrat a les Illes Britàniques. Prefereix les regions de boscos caducifolis, especialment zones amb roures vells, carpís i oms, i un mosaic de clarianes, pastures i boscos densos.

## Comportament i ecologia
Li agrada alimentar-se a la part alta dels arbres, movent-se constantment i dificultant tenir una bona visió d'ell. Durant l'època de cria excava un forat de niu d'uns 5 cm d'amplada en un tronc d'arbre en descomposició o una branca gruixuda. Pon de quatre a set ous i incuba durant 11-14 dies.
El picot garser mitjà principalment s'alimenta d'insectes, així com de larves, que troba recollint-les de branques i branquillons en lloc de tallar-les des de sota l'escorça. També s'alimenta de saba dels arbres.

## Taxonomia i etimologia
El picot garser mitjà va ser descrit formalment pel naturalista suec Carl Linnaeus el 1758 a la desena edició del seu Systema Naturae amb el nom binomial Picus medius. L'epítet específic és llatí que significa “intermedi”. Linnaeus va donar la localitat tipus com a Europa, però ara es considera que és Suècia. Durant molts anys, aquest picot garser es va classificar normalment al gènere Dendrocopos, però un estudi filogenètic molecular del 2015 que va comparar seqüències d'ADN nuclear i mitocondrial de picot garser va trobar que Dendrocopos era polifilètic. Com a part de la reorganització per crear gèneres monofilètics, el picot garser mitjà va ser una de les tres espècies que es van classificar al gènere ressuscitat Dendrocoptes. Aquest gènere havia estat descrit pels ornitòlegs alemanys Jean Cabanis i Ferdinand Heine el 1863 amb el picot garser mitjà com a espècie tipus.
Es reconeixen quatre subespècies:
- D. m. medius (Linnaeus, 1758) – Europa fins a l'oest de Rússia.
- D. m. caucasicus (Bianchi, 1905) – nord de Turquia a través del Caucas.
- D. m. anatoliae (Hartert, 1912) – oest i sud de Turquia.
- D. m. sanctijohannis (Blanford, 1873) – Muntanyes Zagros (sud-oest de l'Iran).